# Abolboda
Genre
Classification phylogénétique
Abolboda est un genre de plantes à fleurs de la famille des Xyridaceae. Il comprend en principe 17 espèces originaires des savanes marécageuses d'Amérique du Sud.

## Liste d'espèces
Selon World Checklist of Selected Plant Families (WCSP) (20 mars 2012) :
- Abolboda abbreviata Malme (1925)
- Abolboda acaulis Maguire (1848)
- Abolboda acicularis Idrobo & L.B.Sm. (1954)
- Abolboda americana (Aubl.) Lanj. (1937)
- Abolboda bella Maguire (1958)
- Abolboda ciliata Maguire & Wurdock (1958)
- Abolboda dunstervillei Maguire ex Kral (1992)
- Abolboda ebracteata Maguire & Wurdock (1958)
- Abolboda egleri L.B.Sm. & Downs (1960)
- Abolboda × glomerata Maguire (1958)
- Abolboda grandis Griseb. (1848)
- Abolboda granularis (Maguire) L.M.Campb. & Kral (2005)
- Abolboda killipii Lasser (1944)
- Abolboda linearifolia Maguire (1958)
- Abolboda macrostachya Spruce ex Malme (1901)
- Abolboda neblinae Maguire (1967)
- Abolboda paniculata Maguire (1958)
- Abolboda poarchon Seub. (1855)
- Abolboda pulchella Bonpl. (1813)
- Abolboda scabrida Kral (1989)
- Abolboda sprucei Malme (1933)
- Abolboda uniflora Maguire (1958)

## Espèces déplacées dans le genreOrectanthe
- Abolboda ptaritepuiana Steyerm. est synonyme à Orectanthe ptaritepuiana (Steyerm.) Maguire
- Abolboda sceptrum Oliv. est synonyme à Orectanthe sceptrum (Oliv.) Maguire